# Sumatra
Đảo Sumatra (tiếng Indonesia: Pulau Sumatera) là một đảo lớn ở phía tây Indonesia thuộc Đông Nam Á. Tổng diện tích 475.807 kilômét vuông, là đảo lớn thứ sáu thế giới, cũng là đảo lớn nhất mà Indonesia sở hữu độc lập. Nhân khẩu 59,9 triệu người, là đảo có dân số đông thứ hai ở Indonesia. Sumatra thuộc khí hậu rừng mưa nhiệt đới. Cư dân Sumatra tập trung chủ yếu ở phía bắc và giữa đảo như Bắc Sumatra, Nam Sumatra và Lampung.
Nằm trên đường xích đạo, là một trong bốn hòn đảo chủ yếu thuộc quần đảo Sunda Lớn. Phía đông bắc nhìn ra bán đảo Mã Lai ngăn cách bởi eo biển Malacca, phía tây giáp Ấn Độ Dương, phía đông giáp biển Đông và biển Java, phía đông nam nhìn ra đảo Java ngăn cách bởi eo biển Sunda, phía bắc là quần đảo Andaman.
Tên cũ của Sumatra là Suwarnadwīpa (nghĩa là hòn đảo vàng trong tiếng Phạn), trong các tài liệu cổ đại Trung Quốc gọi là Kim Châu (金洲), bởi vì từ xưa tới nay vùng núi của đảo Sumatra sản xuất vàng nhiều vô kể. Vào thế kỉ XVI, danh tiếng đảo Vàng của nó đã thu hút không ít nhà thám hiểm Bồ Đào Nha từ xa chạy đến đảo Sumatra tìm vàng.

## Tóm tắt
Phía đông bắc nhìn ra bán đảo Mã Lai ngăn cách bởi eo biển Malacca, phía tây giáp Ấn Độ Dương, phía đông giáp biển Đông và biển Java, phía đông nam nhìn ra đảo Java ngăn cách bởi eo biển Sunda, phía bắc là quần đảo Andaman. Chiều nam bắc dài khoảng 1.790 kilômét, chiều đông tây rộng nhất 435 kilômét, diện tích 434.000 kilômét vuông. Bao gồm các đảo phụ thuộc lân cận như Simeulue, Nias, quần đảo Mentawai, Enggano, quần đảo Riau, quần đảo Bangka Belitung và quần đảo Krakatoa, tổng diện tích 475.807 kilômét vuông. Là khu vực hay phát sinh động đất, phía tây nam là dãy núi Barisan có kiến tạo phức tạp, có chiều tây bắc - đông nam, dài dằng dặc hơn 1.600 kilômét, hoạt động đứt gãy, núi lửa và động đất dồn dập, có tổng cộng hơn 90 ngọn núi lửa, trong đó có 12 ngọn núi lửa còn sống, núi lửa Kerinci có đỉnh cao nhất ở Sumatra cao 3.805 mét so với mặt nước biển. Sườn tây dãy núi dốc gần như thẳng đứng, đồng bằng duyên hải chật hẹp và không liên tục, cộng thêm sóng gió ở Ấn Độ Dương hoạt động mạnh mẽ, bến cảng không nhiều. Sườn đông dãy núi thoai thoải, địa tầng đá trầm tích có nếp uốn nhẹ yếu ở khu vực chân núi chứa dầu mỏ, khí thiên nhiên và than đá chất lượng tốt, từ bắc sang nam, có ba đới mỏ dầu lớn gồm bồn địa Bắc Sumatra, bồn địa Trung Sumatra và bồn địa Nam Sumatra. Phía đông bắc là đồng bằng bồi tích rộng lớn cao khoảng 30 mét so với mặt nước biển, rộng hơn 100 kilômét. Khu vực duyên hải phân bố rộng rãi đầm lầy, dài dằng dặc khoảng 1.000 kilômét từ bắc chí nam, diện tích khoảng 150.000 kilômét vuông, có một số đầm lầy ăn sâu vào nội lục đạt đến 240 kilômét, là khu vực đầm lầy lớn nhất Đông Nam Á. Rất nhiều sông ngòi, bắt nguồn từ dãy núi Barisan, dòng sông ở sườn tây nhỏ ngắn, chảy xiết, nhiều ghềnh cạn và thác nước, không thuận lợi đi tàu xuồng; dòng sông ở sườn đông khá dài, độ dốc lòng sông nhỏ và lưu tốc chậm chạp, ngoằn ngoèo, mang theo lượng lớn bùn cát và mùn, tam giác châu rộng lớn, dòng sông chủ yếu như sông Musi, sông Batang Hari, sông Indragiri, sông Kampar và sông Rokan đều có thể thông tàu, những con sông này nối kết với đường sắt và xa lộ có hướng tây bắc - đông nam tạo thành tuyến giao thông trọng yếu. Đập Tangga và đập Sigura-gura - công trình thuỷ điện lớn nhất Sumatra được xây dựng trên sông Asahan, có công suất lắp đặt lần lượt là 317MW và 286 MW (en).
Xích đạo xuyên ngang miền trung Sumatra, nhiệt độ cao mưa nhiều. Tỉ lệ rừng rậm che phủ 60%, đa phần là rừng mưa nhiệt đới, đồng bằng duyên hải ở phía đông có rừng đầm lầy than bùn rộng lớn, ven biển là rừng ngập mặn, mũi bắc của đảo có thảo nguyên rừng thưa nhiệt đới, cao nguyên Karo có rừng thông. Khoáng sản và nông sản đa dạng chủng loại, trong đó sản lượng và lượng xuất khẩu dầu mỏ, cao su, dầu cọ, thiếc, hồ tiêu, khô dừa và dứa sợi đều chiếm vị trí thứ nhất ở Indonesia, ngoài ra còn có than đá, vàng, khai thác mỏ, cơ giới, công nghiệp hoá học, gia công thực phẩm,... Bến cảng và thành phố chủ yếu có Medan, Palembang, Padang, Bandar Lampung,...